# Pedaria taylori
Pedaria taylori là một loài bọ cánh cứng trong họ Bọ hung (Scarabaeidae).